# Han Xu
Han Xu (chiń. upr. 韩旭; chiń. trad. 韓旭; pinyin Hán Xù; ur. 31 października 1999 w Shijiazhuang) – chińska koszykarka występująca na pozycji środkowej, reprezentantka kraju, obecnie zawodniczka New York Liberty.
8 maja 2022 powróciła do składu New York Liberty, po trzech latach przerwy.

## Osiągnięcia
Stan na 12 kwietnia 2023, na podstawie, o ile nie zaznaczono inaczej.

### Reprezentacja

#### Seniorek
Drużynowe
- Mistrzyni igrzysk azjatyckich (2018)
- Wicemistrzyni:
  - świata (2022)[3]
  - Azji (2019, 2021)
- Uczestniczka mistrzostw świata (2018 – 6. miejsce, 2022)

Indywidualne
- Zaliczona do I składu mistrzostw świata (2022)[3]

#### Młodzieżowe
- Mistrzyni Azji U–18 (2016)
- Uczestniczka mistrzostw świata:
  - U–19 (2017 – 7. miejsce)
  - U–17 (2016 – 4. miejsce)